# NGC 5321
NGC 5321 is een balkspiraalstelsel in het sterrenbeeld Jachthonden. Het hemelobject werd op 29 april 1827 ontdekt door de Britse astronoom John Herschel.

## Synoniemen
- MCG 6-30-101
- ZWG 190.65
- NPM1G +33.0292
- PGC 49148